# Baikiaea
Baikiaea Benth., 1865 è un genere di piante della famiglia delle Fabacee (sottofamiglia Detarioideae), originario dell'Africa subsahariana.

## Tassonomia
Il genere comprende le seguenti specie:
- Baikiaea ghesquiereana J.Léonard
- Baikiaea insignis Benth. - specie tipo
- Baikiaea plurijuga Harms
- Baikiaea robynsii Ghesq. ex Laing
- Baikiaea suzannae Ghesq.
- Baikiaea zenkeri Harms